# Władysław Tatarkiewicz

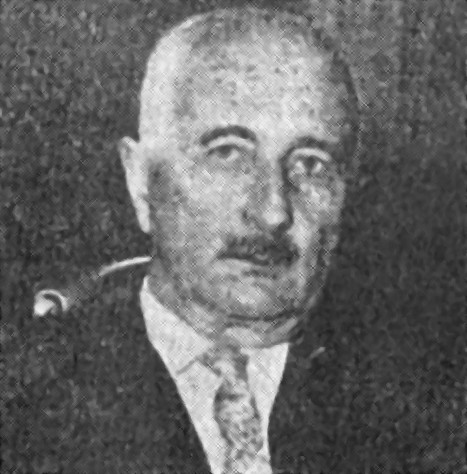
Władysław Tatarkiewicz

Władysław Tatarkiewicz (född: 3 april 1886 i Warszawa, död 4 april 1980 i Warszawa) var en polsk filosof, idéhistoriker, konsthistoriker, estetiker och författare till flera verk om estetik.

## Biografi
Som Tatarkiewicz beskriver i sina memoarer (Wspomnienia, 1979), var det mötet med en släkting vid en järnvägsstation i Kraków just då första världskriget utbrött, som fick honom att tillbringa krigsåren i Warszawa. Där inledde han sin karriär som föredragshållare i filosofi vid en flickskola på ulica Mokotowska (Mokotowska-gatan, tvärs över gatan tillbringade Józef Piłsudski de inledande dagarna under kriget). Då Universitet i Warszawa öppnades av den tyska ockupationsmakten för att blidka den polska opinionen, ledde Tatarkiewicz den filosofiska institutionen 1915-1919. 1919-1923 var han professor vid Vilnius universitet, 1921-1923 i universitet i Poznań och 1923-1961 återigen vid universitet i Warszawa. 1930 blev han medlem i den polska vetenskapsakademin.
Under andra världskriget höll han underjordiska föreläsningar i det ockuperade Warszawa för bland annat Czesław Miłosz. Sedan Warszawaupproret (augusti-oktober 1944) slagits ned räddade han med risk för sitt liv ett manuskript som en tysk soldat slängt i rännstenen. Detta arbete publicerades tillsammans med andra uppstatser i O Szczęściu (Analysis of Happiness i engelsk översättning).
I sina memoarer berättar Tatarkiewicz också att då han petades från sin position vid universitet i Warszawa dagen efter sin nittiofjärde födelsedag av en före detta elev, såg han det, på ett sätt som är karaktäristiskt för honom, som en befrielse från sina akademiska plikter och ett tillfälle att fortsätta bedriva sin egen forskning. Tatarkiewicz konstaterade filosofiskt att han misslyckats med att förutse varje kritisk händelse i sitt liv - ofta med tragiska konsekvenser - och att det förmodligen var lika gott eftersom han ändå inte hade kunnat påverka dem.

## Verk
Under mellankrigstiden tillhörde Tatarkiewicz filosofiskolan Lviv-Warszawa som grundades av Kazimierz Twardowski och gav Polen många framstående vetenskapsmän: filosofer, logiker, psykologer och sociologer.
Tatarkiewicz utbildade flera generation av polska filosofer, esteiker och konsthistoriker och fortsätter att göra så genom sin Historia filozofii (History of Philosophy i engelsk översättning) och många andra böcker.